# Ukwiałek arkoński
Ukwiałek arkoński (łac.: Halcampa duodecimcirrata) – jeden z dwóch gatunków ukwiałów, żyjących w zachodnim Bałtyku (również u wybrzeży Polski).

## Występowanie
Zamieszkuje Bałtyk, a także północny Atlantyk, zatokę Maine i Rzekę Świętego Wawrzyńca. Bytuje w miękkim, mulisto-piaszczystym dnie, zagrzebany w nim aż do nasady czułków. Występuje gromadnie na głębokości ponad 40 m. Stwierdzany w Głębi Arkońskiej i niektórych przyległych obszarach. 

## Charakterystyka
Gatunek jest niewielki - długość jego ciała dochodzi do ok. 10 mm. Jest ono robakowato wydłużone i nie posiada podeszwy, a jego boki nieraz oklejają ciała obce. Brzegi tarczy ustnej opatrzone są przeważnie 8–13 czułkami, które zwierzę może wciągać. 

## Odżywianie
Drapieżnik, odżywia się jeżowcami, ślimakami, małżami i skorupiakami, które pojawią się w zasięgu jego czułków.